# Aeroportul Zaragoza
Aeroportul Zaragoza (IATA: ZAZ, ICAO: LEZG) este un aeroport din Zaragoza, Zaragoza Comarca⁠(d), Provincia Zaragoza, Aragon, Spania ce deservește zona Zaragoza. Aeroportul a fost tranzitat în 2022 de 627.837 de pasageri. A fost deschis în 1940 și numit după zona deservită.
Situat la o altitudine de 250 m, aeroportul dispune de 2 piste. Este operat de ENAIRE⁠(d).

## Infrastructură

### Piste
Aeroportul dispune de 2 piste. Pista 12L/30R are suprafața de asfalt și dimensiunile 3.032 m × 45 m. Pista 12R/30L are suprafața de asfalt și dimensiunile 3.718 m × 45 m. 